# Маркос Пакета
Маркос Сесар Діас де Кастро «Пакета» (порт. Marcos César Dias de Castro «Paquetá», нар. 27 серпня 1958, Ріо-де-Жанейро) — бразильський футболіст і тренер.
Тренував низку бразильських клубів і національних збірних.

## Клубна кар'єра
У дорослому футболі дебютував 1972 року виступами за команду клубу «Америка» (Ріо-де-Жанейро), в якій провів шість сезонів.
1978 року перейшов до клубу «Васко да Гама», за який відіграв три сезони. Завершив професійну кар'єру футболіста виступами за команду цього ж клубу 1981 року.

## Кар'єра тренера
Розпочав тренерську кар'єру, повернувшись до футболу після невеликої перерви, 1987 року, очоливши тренерський штаб клубу «Америка» (Ріо-де-Жанейро). 
2003 року став головним тренером юнацької збірної Бразилії, яку тренував один рік, привівши її до перемоги на тогорічному юнацькому чемпіонаті світу. Того ж 2003 року очолював тренерський штаб молодіжної збірної Бразилії.
2005 року прийняв пропозицію попрацювати на чолі збірної Саудівської Аравії, зокрема керував її діями на чемпіонаті світу 2006 року. Залишив збірну Саудівської Аравії 2007 року.
Протягом двох років, починаючи з 2010, був головним тренером збірної Лівії.
Протягом тренерської кар'єри також очолював команди клубів «Аль-Шабаб» (Дубай), «Аваї», «Аль-Хіляль» та «Аль-Гарафа», а також входив до тренерських штабів клубів «Фламенго» та «Флуміненсе».
Наразі останнім місцем тренерської роботи був єгипетський «Замалек», головним тренером команди якого Маркос Пакета був протягом 2015 року.

## Титули і досягнення
- Чемпіон світу (U-17): 2003
- Чемпіон світу (U-20): 2003